# Cacosceles
Genre
Cacosceles est un genre de coléoptères de la famille des Cerambycidae, comprenant trois espèces endémiques du sud de l'Afrique.

## Liste des espèces
Selon l'IRMNG (15 juin 2021) :
- Cacosceles gracilis Lackerbeck, 2000
- Cacosceles newmani Thomson, 1877
- Cacosceles newmannii (Thomson, 1877)
- Cacosceles oedipus Newman, 1838

- Cacosceles lacordairei Bates, 1878, synonyme de Cacosceles newmannii (Thomson, 1877)

## Systématique
Le nom scientifique de ce taxon est Cacosceles, choisi par l'entomologiste britannique Edward Newman, en 1838, dans l’Entomological Magazine.
Les genres suivants sont synonymes de Cacosceles, :
- Pithanotes Newman, 1840
- Zelogenes Thomson, 1877